# هال كيلهير
هال كيلهير (بالإنجليزية: Hal Kelleher)‏ هو لاعب كرة قاعدة أمريكي، ولد في 24 يونيو 1914، وتوفي في 27 أغسطس 1989 في Cape May Court House, New Jersey ‏ في الولايات المتحدة.

## وصلات خارجية
- هال كيلهير على موقع دوري كرة القاعدة الرئيسي (الإنجليزية)
- هال كيلهير على موقعبيزبول رفرنس.كوم (الدوري الرئيسي) (الإنجليزية)
- هال كيلهير على موقعبيزبول رفرنس.كوم (الدوري الثانوي) (الإنجليزية)